# Pavel Janda
Pavel Janda (* 18. srpna 1976 Ostrov) je bývalý český vodní slalomář, kanoista závodící v kategorii C1.
Na mistrovství Evropy získal v roce 1996 stříbrnou medaili v závodě hlídek. V individuálním závodě C1 se na Letních olympijských hrách 1996 v Atlantě umístil na 20. místě.
Věnoval se také závěsnému létání[zdroj⁠?!] a byl propagátorem paddleboardingu v Česku. Věnuje se individuální trenérské činnosti a truhlářství.[zdroj⁠?!]